# The Kings of Wrestling
Palmarès
2 fois CZW World Tag Team Championship
 2 fois ROH World Tag Team Championship
1 fois PWG World Championship (Chris Hero)(Castagnoli)
The Kings of Wrestling est une ancienne équipe de catch composée de Chris Hero et de Claudio Castagnoli. Cette équipe a été principalement connue pour son travail sur le circuit indépendant, notamment au sein de la Ring of Honor et de la Combat Zone Wrestling, où ils ont gagné deux titres par équipes dans chacune de ces fédérations.

## Carrière
Le 20 février 2005 au cours du tournoi Tag World Grand Prix 2005 organisé par la CHIKARA, Chris Hero qui fait équipe avec Mike Quackenbush (en) trahit ce dernier en finale du tournoi donnant la victoire à Claudio Castagnoli et Arik Cannon (en) et explique ce geste en déclarant qu'il se venge de son élimination au premier tour du Ted Petty Invitational 2004 (un tournoi de l'Independent Wrestling Association Mid-South (en)) par Quackenbush.

### Réunion de Hero et Castagnoli (2009–2011, 2012)
Lors de The Big Bang!, ils battent The Briscoe Brothers et remportent les ROH World Tag Team Championship pour la deuxième fois.

## Palmarès
- Chikara

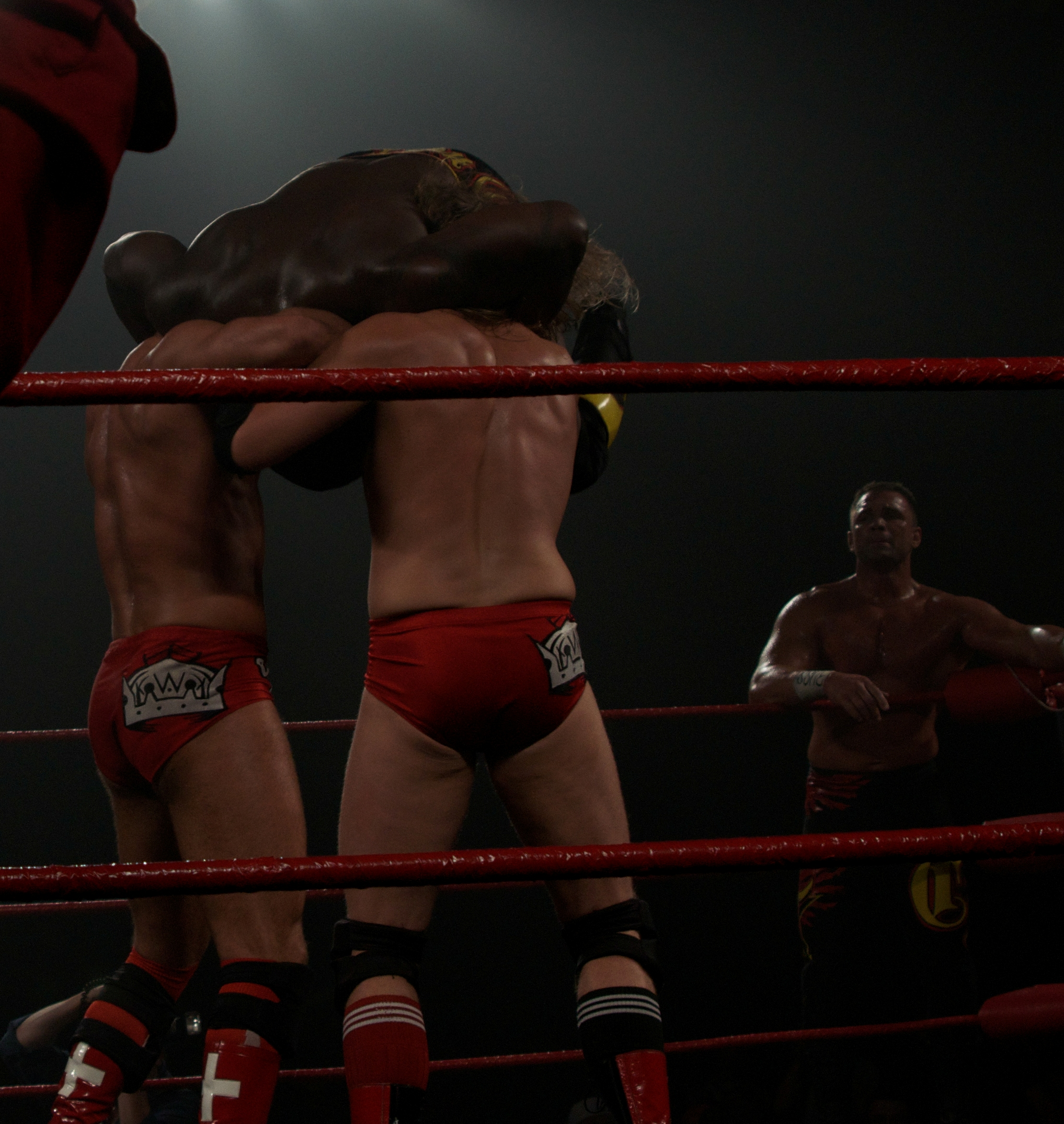
Hero & Castagnoli effectuant une double suplex sur Shelton Benjamin.

  - 2 fois Chikara Campeonatos de Parejas, Claudio Castagnoli & Chris Hero (1) (premiers), Icarus & Gran Akuma (1) [réf. nécessaire]
  - 2 fois Chikara Young Lions Cup, Max Boyer (1), Chuck Taylor (1)[3]
  - Tag World Grand Prix (2006)[réf. nécessaire]
  - Torneo Cibernetico (2007), Claudio Castagnoli
- Combat Zone Wrestling
  - 2 fois CZW World Tag Team Championship[réf. nécessaire]
  - Last Team Standing (2006)[réf. nécessaire]
- Juggalo Championship Wrestling
  - 1 fois JCW Tag Team Championship
- Pro Wrestling Guerrilla
  - 1 fois PWG World Championship, Claudio Castagnoli[4]
- Ring of Honor
  - 2 fois ROH World Tag Team Championship[5]
  - Tag Wars (2010)
- Wrestling Observer Newsletter
  - Tag Team of the Year (2010)[6]